# Rivière Bousquet
Rivière Bousquet är ett vattendrag i Kanada.   Det ligger i provinsen Québec, i den sydöstra delen av landet, 400 km nordväst om huvudstaden Ottawa.
I omgivningarna runt Rivière Bousquet växer i huvudsak blandskog. Runt Rivière Bousquet är det mycket glesbefolkat, med 2 invånare per kvadratkilometer.